# エアブリッジ・カーゴ
エアブリッジ・カーゴ（ロシア語: ООО «Авиакомпания «ЭйрБриджКарго»、英語: AirBridgeCargo Airlines, LLC）は、ロシアのモスクワを本拠地として貨物輸送の定期便を運航する、ヴォルガ・ドニエプル航空傘下の貨物航空会社。ハブ空港として、シェレメーチエヴォ国際空港のほか、同じモスクワにあるドモジェドヴォ空港にも乗り入れている。

## 概要
貨物便チャーターの運航に実績のあるヴォルガ・ドニエプル航空から定期貨物便部門を分社化して発足。
2004年1月にアリタリア航空から譲受した2機のボーイング747-200Fのうち1機を使用し、同年5月よりルクセンブルクからモスクワ・ノヴォシビルスクを経由して北京・上海を結ぶ定期貨物路線の運航を開始した。同年10月にはさらに機材が1機追加導入された。2005年にはさらに1機の747貨物機が導入され、同年からは香港と名古屋（セントレア）への乗り入れも開始した。その後、東京/成田や大阪/関西への乗り入れを開始するなど世界各地に就航した。機材もボーイング747-400ERFやボーイング747-8Fを導入するなど積極的な経営を行っていた。
ウクライナ侵攻後は、経済制裁により各国へのロシア機の乗り入れ禁止などにより、運航が困難になったため、同年6月より全路線を運休している。
また、保有する全ての機材がリース機であるため、リース会社から機体の返還要求がだされている。シンガポールに本部を置く航空機リース大手のBOCアビエーションは2022年3月にリースしているうち3機のB747-8Fの返還要求をニューヨークの連邦地方裁判所に訴えた。しかし、返還要求を拒否したほか、3機のうち中国国内の空港に駐機されていた2機を耐空証明の切れた状態でモスクワへ飛行させたうえで、航空機を差し押さえできないようにするなど真っ向から対抗するような形となっている。その後BOCは、リースした全ての機材やエンジンなどを返還するよう再三要求しているが、現在に至るまで返還されていない。

## 就航地
※2018年現在
ロシア
- モスクワ
- エカテリンブルク
- クラスノヤルスク
- ウラジオストク

ヨーロッパ
- ロンドン
- パリ
- フランクフルト・アム・マイン
- フランクフルト・ハーン
- ミュンヘン
- ライプツィヒ
- アムステルダム
- リエージュ
- ミラノ
- サラゴサ
- ブダペスト

アメリカ
- ロサンゼルス
- アトランタ
- シカゴ
- ダラス
- コロンバス
- アンカレッジ

アジア
- 東京/成田
- 北京
- 上海
- 香港
- 深圳
- 成都
- 重慶
- 鄭州
- 台北
- ソウル
- シンガポール
- ハノイ
- ホーチミン
- カラガンダ（カザフスタン）

## 機材
2021年09月現在、エアブリッジ・カーゴの機種は以下の通りである。

### 運航中
- ボーイング 747-400F 3機
- ボーイング 747-400ERF 4機
- ボーイング 747-8F 11機
- ボーイング777-F　航空機数は不明

### 退役済
- ボーイング 737-400SF
- ボーイング 747-200F
- ボーイング 747-300F

### 画像

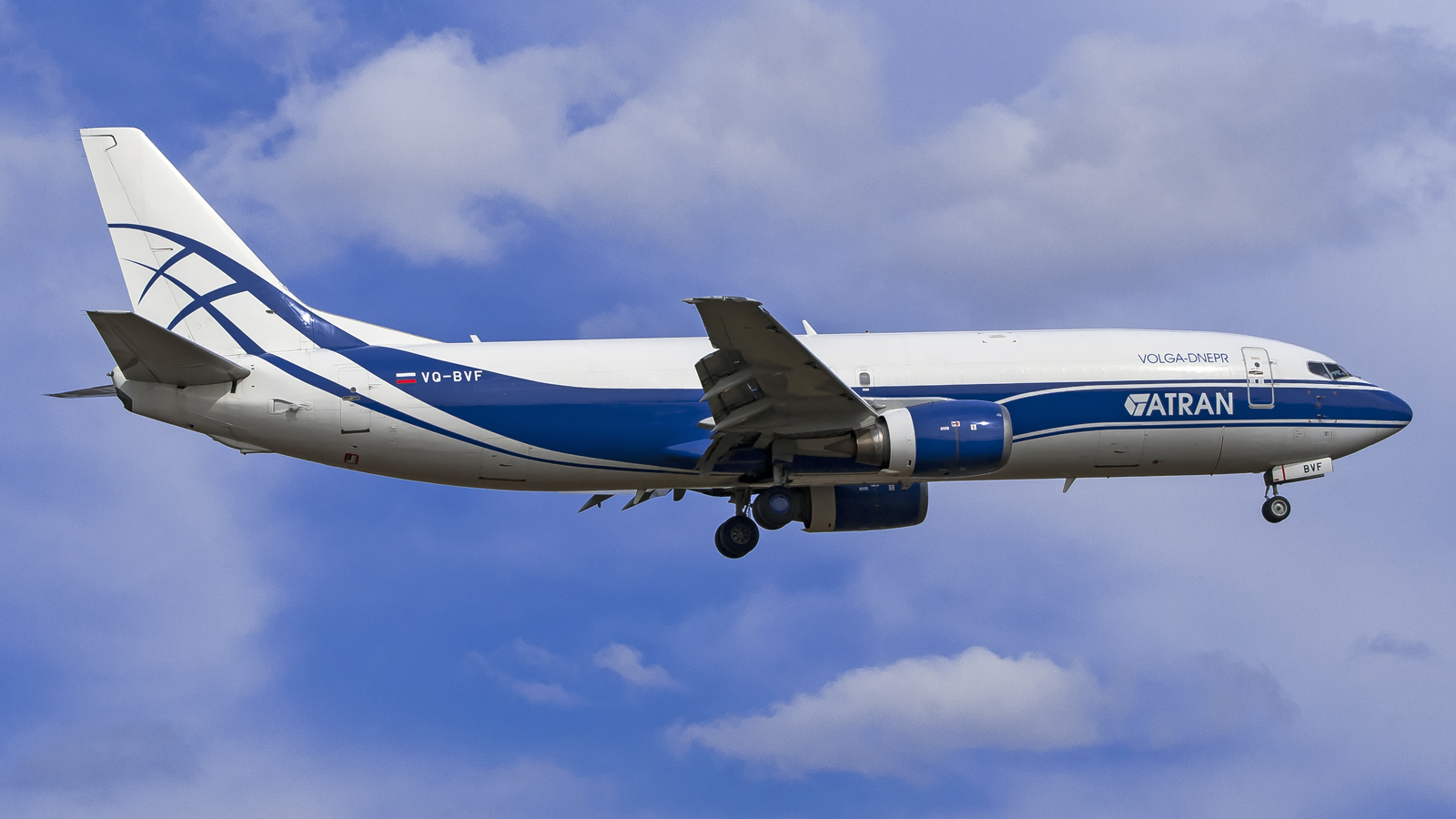
ボーイング737-400F（退役済み）
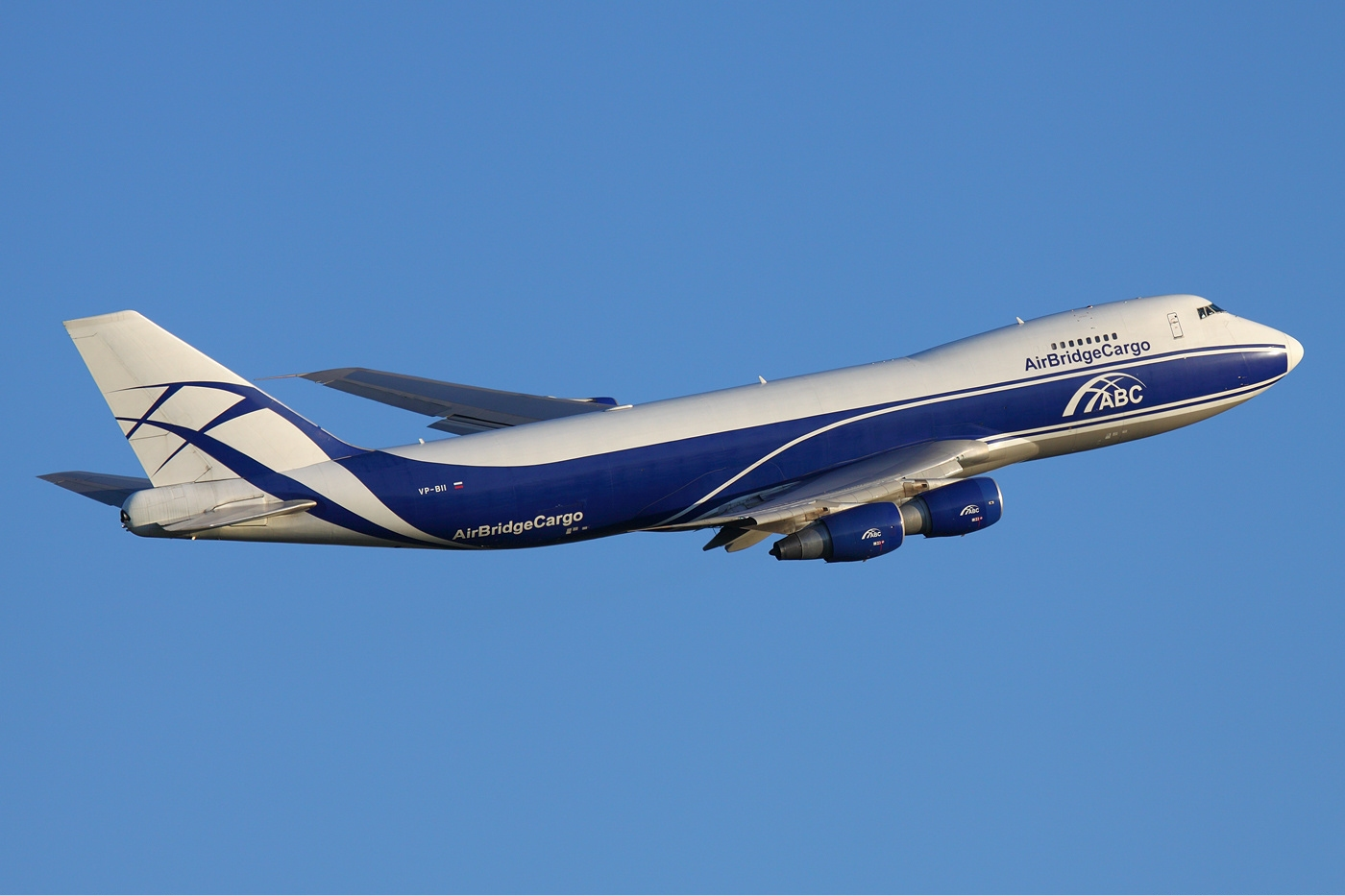
ボーイング747-200F（退役済み）
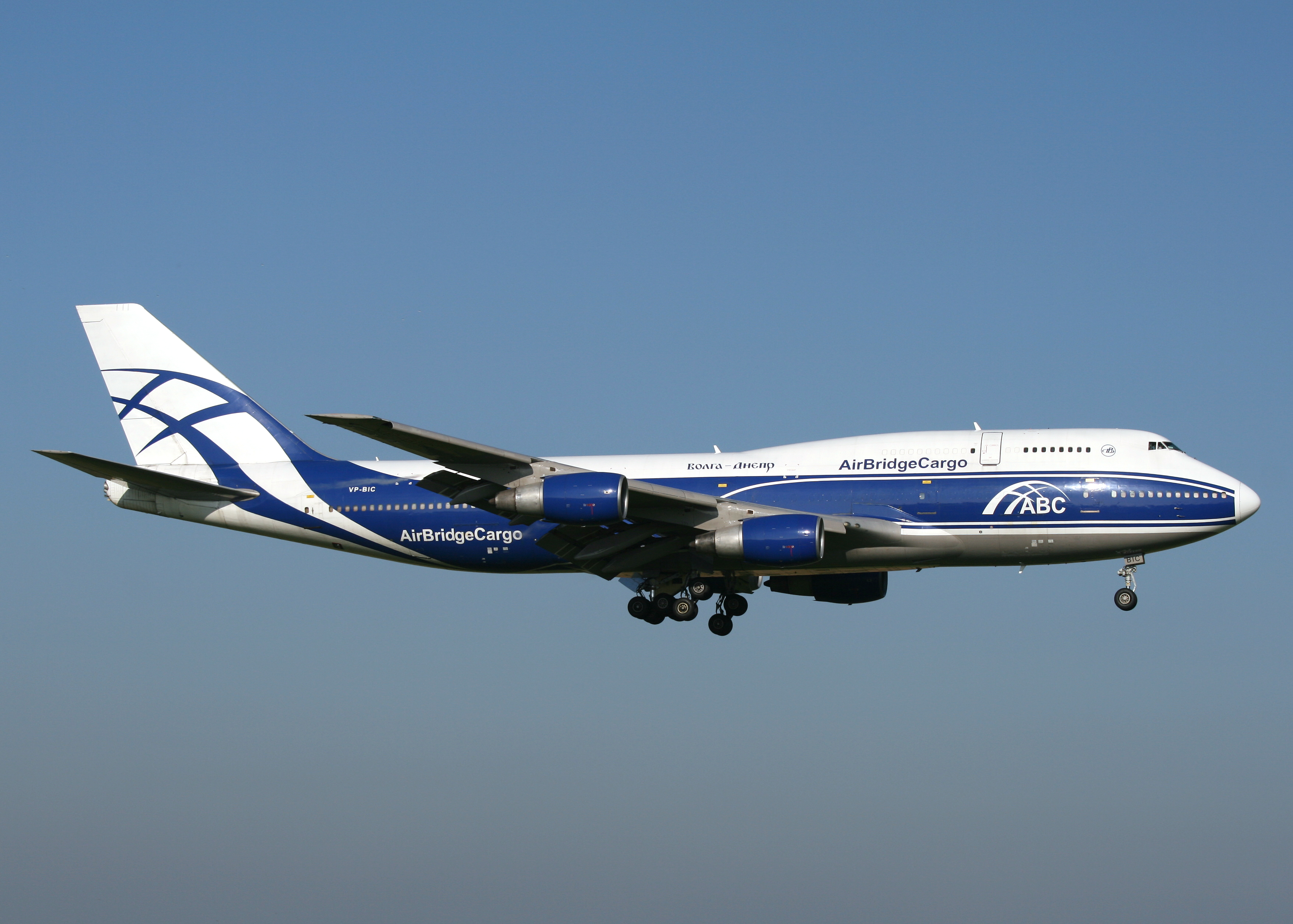
ボーイング747-300F（退役済み）
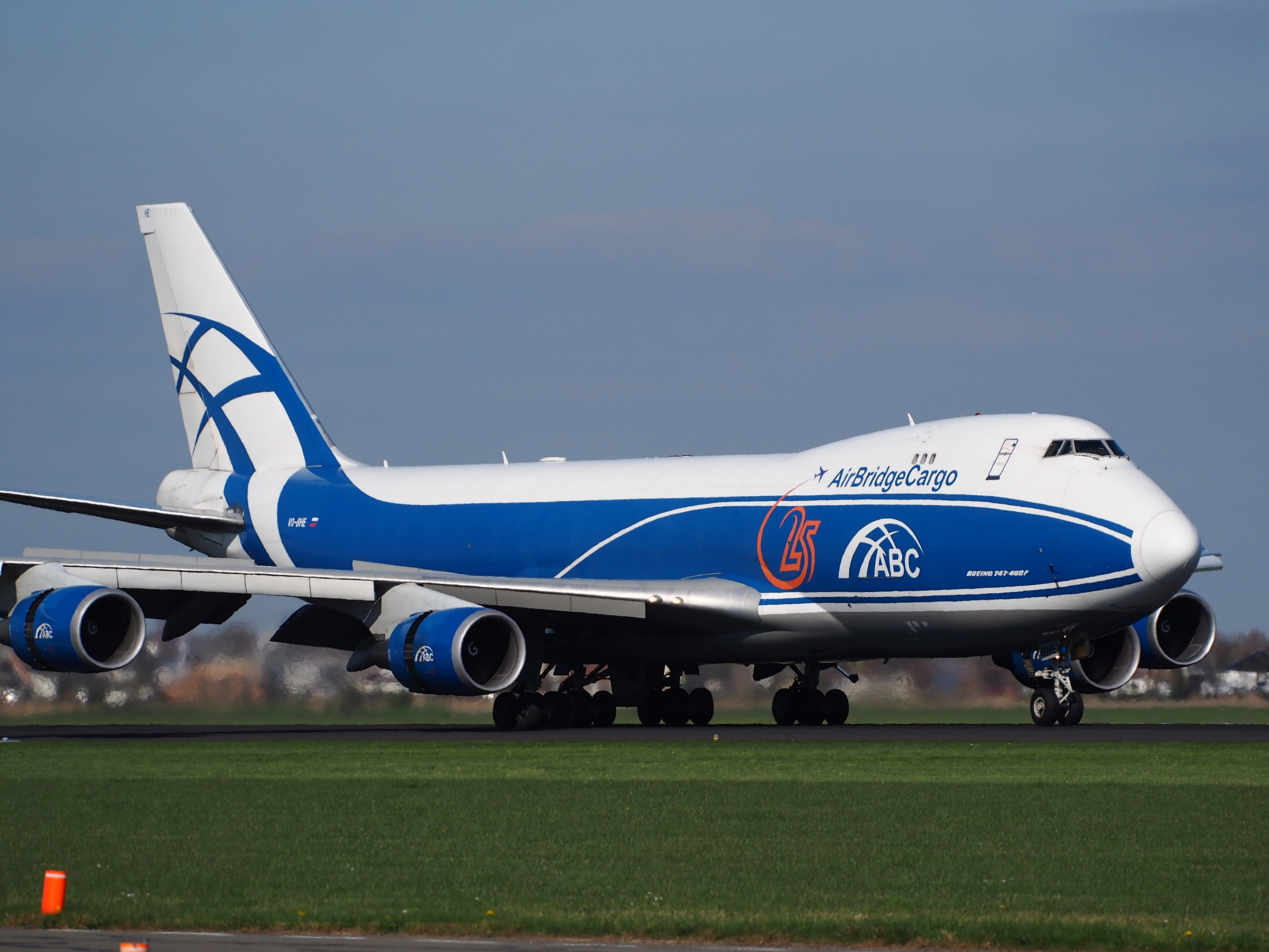
ボーイング747-400F
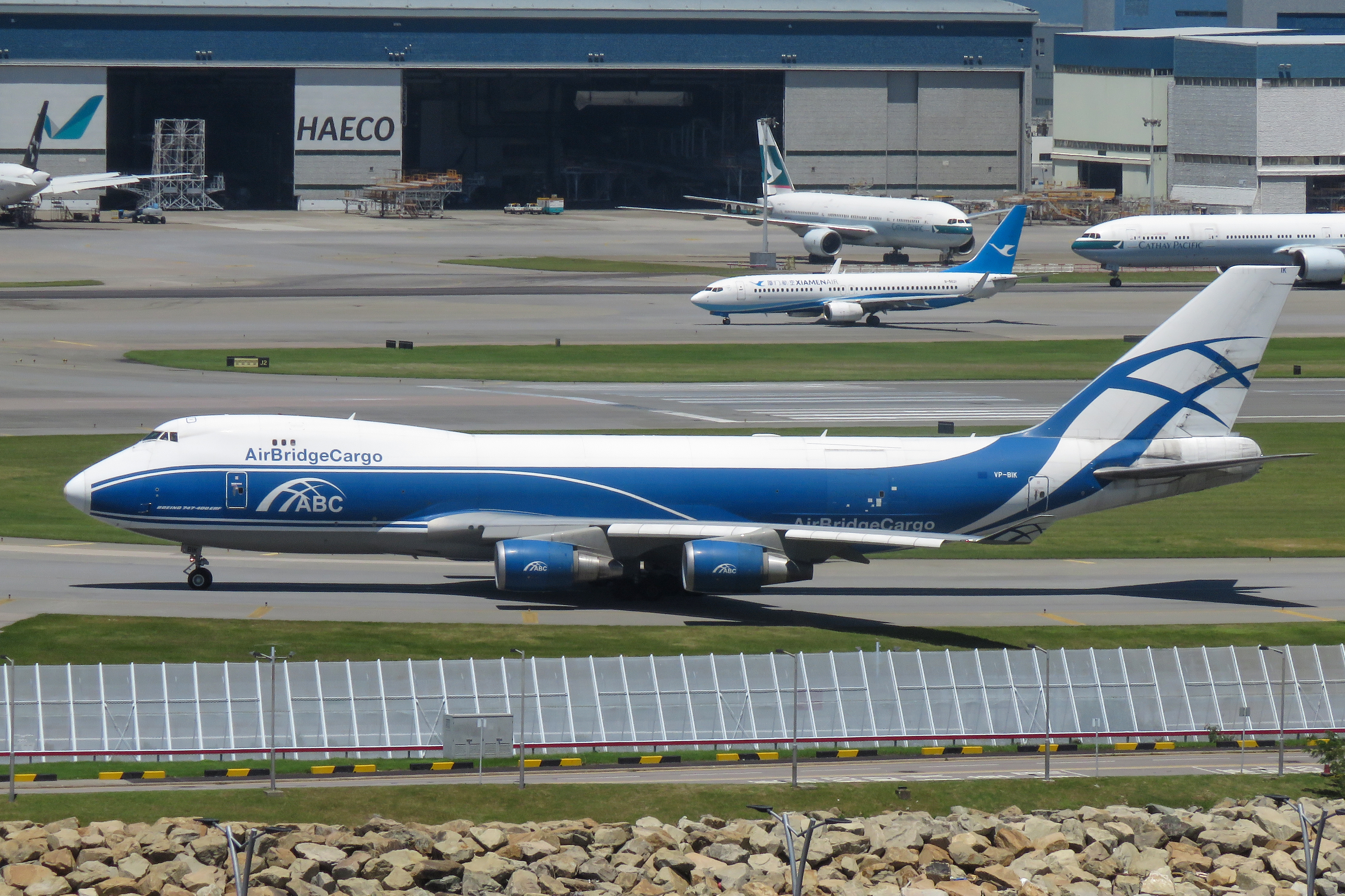
ボーイング747-400ERF
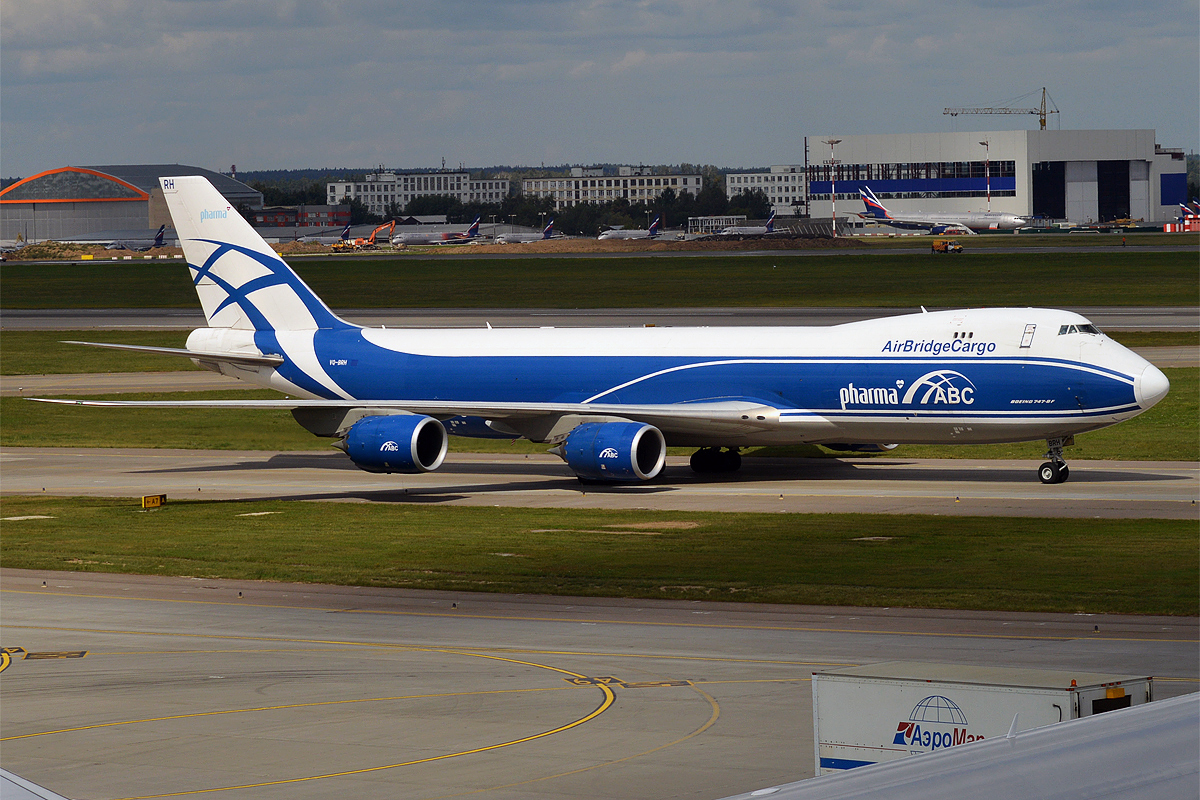
ボーイング747-8F